# Lijst van voetbalinterlands Finland - Tsjechië
Deze lijst van voetbalinterlands is een overzicht van alle officiële voetbalwedstrijden tussen de nationale teams van Finland en Tsjechië. De landen speelden tot op heden vijf keer tegen elkaar. De eerste ontmoeting, een vriendschappelijke wedstrijd, werd gespeeld in Brno op 8 maart 1995. Het laatste duel, eveneens een vriendschappelijke wedstrijd, vond plaats op 21 mei 2014 in Helsinki.

## Wedstrijden
| № | Plaats   | Datum             | Competitie           | Wedstrijd          | Uitslag |
| - | -------- | ----------------- | -------------------- | ------------------ | ------- |
| 1 | Brno     | 8 maart 1995      | Vriendschappelijk    | Tsjechië – Finland | 4 – 1   |
| 2 | Teplice  | 26 maart 2005     | WK 2006 kwalificatie | Tsjechië – Finland | 4 – 3   |
| 3 | Helsinki | 12 oktober 2005   | WK 2006 kwalificatie | Finland – Tsjechië | 0 – 3   |
| 4 | Teplice  | 11 september 2012 | Vriendschappelijk    | Tsjechië − Finland | 0 − 1   |
| 5 | Helsinki | 21 mei 2014       | Vriendschappelijk    | Finland − Tsjechië | 2 − 2   |

## Samenvatting
| Competitie        | Totaal gespeeld | Winst Finland | Gelijk | Winst Tsjechië | Doelsaldo Finland – Tsjechië |
| ----------------- | --------------- | ------------- | ------ | -------------- | ---------------------------- |
| WK-kwalificatie   | 2               | 0             | 0      | 2              | 3 − 7                        |
| Vriendschappelijk | 3               | 1             | 1      | 1              | 4 − 6                        |
| Totaal            | 5               | 1             | 1      | 3              | 7 − 13                       |

Wedstrijden bepaald door strafschoppen worden, in lijn met de FIFA, als een gelijkspel gerekend.

## Details

### Eerste ontmoeting
| Vriendschappelijk (Brno, Tsjechië, 8 maart 1995):                                                                         |       |               |
| Tsjechië | 4 – 1 | Finland       |
| Patrik Berger 8' Patrik Berger 45' Petr Samec 56' Petr Samec 88'                                                          | goals | 71' Ari Hjelm |
| - Debuut van Petr Gabriel (Viktoria Zizkov), Günter Bittengel (Bayer Uerdingen) en Rene Wagner (Boby Brno) voor Tsjechië. |       |               |

### Vierde ontmoeting
| Vriendschappelijk (Teplice, Tsjechië, 11 september 2012): |       |                 |
| Tsjechië                                                  | 0 – 1 | Finland         |
|                                                           | goals | 43' Teemu Pukki |

### Vijfde ontmoeting
| Vriendschappelijk (Helsinki, Finland, 21 mei 2014): |       |                                    |
| Finland | 2 – 2 | Tsjechië                           |
| Teemu Pukki 18' Teemu Pukki 20' | goals | 19' Matěj Vydra 36' Josef Hušbauer |
| - Debuut van Tim Väyrynen (Borussia Dortmund), Tero Mäntylä (PFC Ludogorets) en Tapio Heikkilä (HJK Helsinki) voor Finland. - Debuut van Lukáš Vácha (Sparta Praag) en Pavel Kadeřábek (Sparta Praag) voor Tsjechië. |       |                                    |